# Salouf
Salouf est une localité et une ancienne commune suisse du canton des Grisons, située dans la région d'Albula.

## Histoire
Le 1er janvier 2016, la commune a fusionné avec ses voisines de Bivio, Cunter, Marmorera, Mulegns, Riom-Parsonz, Savognin, Sur et Tinizong-Rona pour former la nouvelle entité de Surses.

## Patrimoine
- Le Sanctuaire marial de Ziteil

## Personnalités liées à la ville
- Claudia Demarmels, actrice

## Liens
- (rm + de) Site officiel
- Ressource relative au spectacle :   - Archives suisses des arts de la scène
- Notice dans un dictionnaire ou une encyclopédie généraliste :   - Dictionnaire historique de la Suisse
- Notices d'autorité :   - VIAF